# Lubuk Kembang
Lubuk Kembang is een bestuurslaag in het regentschap Rejang Lebong van de provincie Bengkulu, Indonesië. Lubuk Kembang telt 1135 inwoners (volkstelling 2010).